# Крушельницька Лариса Іванівна
Лари́са Іва́нівна Крушельни́цька (5 квітня 1928, Стрий, нині Львівська область, Україна — 12 листопада 2017, Львів) — українська вчена, археологиня, бібліотекознавиця, доктор історичних наук (1991), професорка (1999).

## Життєпис
З 1930 року мешкала з родичами у Львові.
1934 — з батьками переїхала до Харкова, а після знищення родини Крушельницьких повернулася до Львова (1937).
1943 — виїхала з окупованого німцями Львова до Відня, а потім до Штутгарта, де навчалась в академії мистецтв. Потім вимушено працювала на алюмінієвому заводі у Третьому Райху.
1945 — після повернення до Львова працювала художником-реставратором в Музеї українського мистецтва і шляхом екстернату завершила середню освіту. З 1947 — художник-реставратор у Львівському відділі Інституту археології, заочно вчиться на історичному факультеті Львівського державного університету.
Із вересня 1947 працювала в Інституті суспільних наук АН УРСР.
1974 — захистила кандидатську дисертацію на тему «Племена Верхнього Подністров'я і Західної Волині в ранньозалізний час», а 1991 — докторську дисертацію на тему «Північно-східне Закарпаття в епоху пізньої бронзи і раннього заліза».

### Наукова діяльність

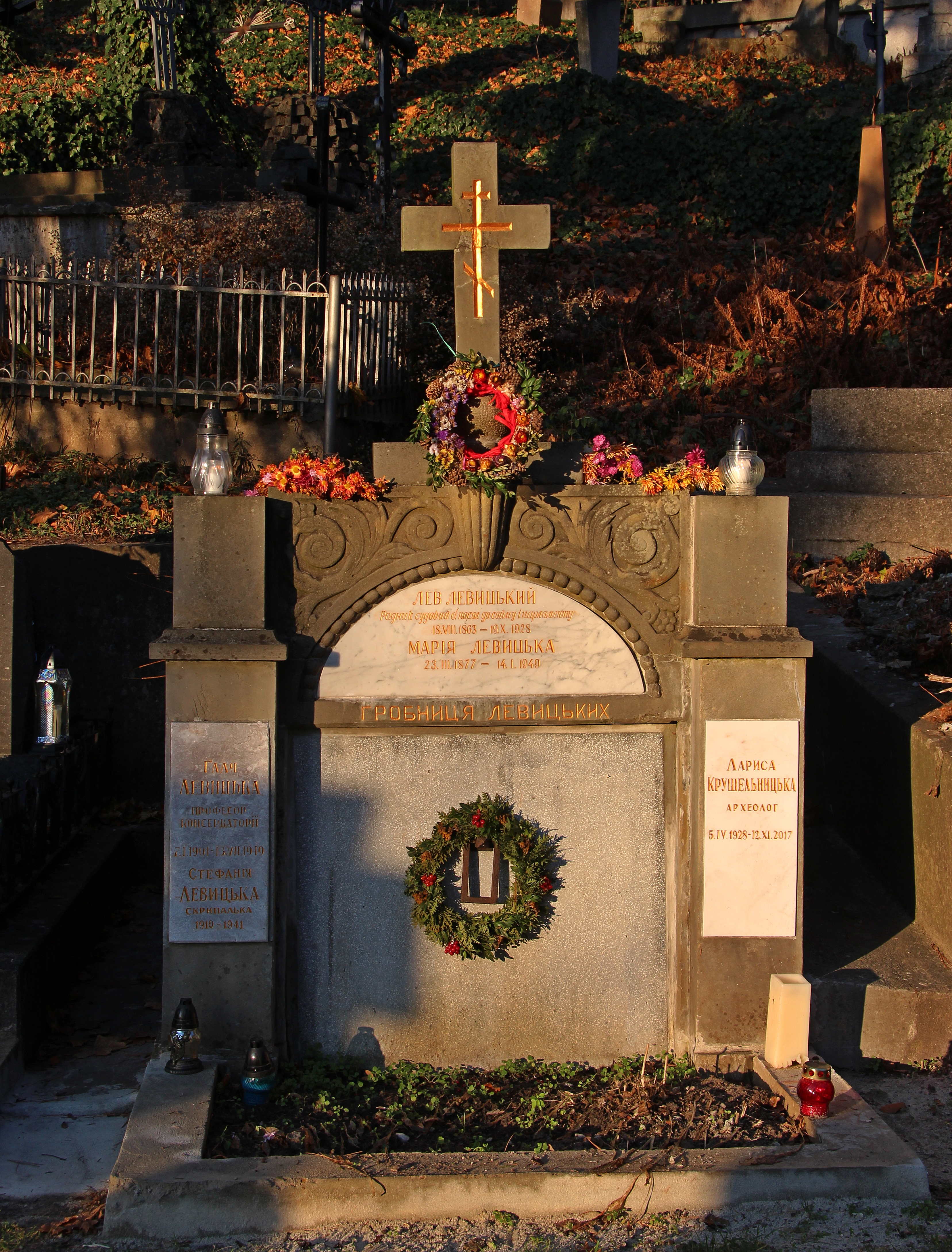
Родиний гробівець Крушельницьких на Личаківському цвинтарі у Львові

Лариса Іванівна Крушельницька — єдина у світі жінка-археолог, яка організувала й успішно провела понад 50 археологічних експедицій, підсумком яких стали 206 наукових досліджень, з яких понад 170 опубліковані — зокрема, 8 монографій. Вона відкрила і дослідила близько 60 пам'яток минулого, що принесли їй визнання як в Україні, так і за кордоном.
Наукові інтереси Л. І. Крушельницької охоплюють широке коло проблем археології бронзової і ранньозалізної доби Центральної та Східної Європи. Широкомасштабні дослідження пам'яток цього періоду, вперше проведені на території Північно-Східного Прикарпаття і Західної Волині, збагатили археологічну науку численними новими джерелами. Вона вперше провела розкопки в гірських районах Карпат, де виділила низку виробничих осередків соляного виробництва, масштаб якого мав у стародавні часи велике економічне значення.
Визначним внеском Л. І. Крушельницької є обґрунтування нею феномену розвитку земель Прикарпаття і Волині як контактної зони і периферійної території щодо етнокультурних масивів Східної та Центральної Європи. Концептуально важливе наукове значення мають дослідження Крушельницької на території Середнього Подністров'я і виділення нею Непоротівської групи пам'яток, яка репрезентує західні окраїни Чорноліської культури.
Широкого міжнародного резонансу набули також її спогади, публіцистика й особливо діяльність на посаді директора Львівської наукової бібліотеки ім. В. Стефаника НАН України.
У жовтні 1991 Лариса Крушельницька очолила ЛНБ ім. В.Стефаника. Як керівник вона зуміла зберегти колектив у нелегкий час фінансових негараздів, відсутності коштів для придбання нової літератури. З того часу на півмільйона збільшився обсяг фондів бібліотеки, який тепер становить близько 7 мільйонів одиниць збереження, вперше частково здійснено ремонтно-реставраційні роботи у 4 корпусах. Під її керівництвом та за безпосередньої участі у бібліотеці ім. Стефаника розгорнуто активну роботу науковців бібліотеки над темами, що пов'язані зі створенням національної бібліографії, дослідженням проблем бібліотекознавства, книгознавства й історії періодики; триває науково-бібліографічне опрацювання та розкриття рідкісних фондів, колекцій і збірок.
У різні роки за розвиток історичної науки, за багаторічну наукову, організаційну та видавничу діяльність, подвижницьке служіння Україні була нагороджена численними почесними грамотами, зокрема, Верховної Ради України (2003), Президії НАН України (1998, 2002, 2003), Міністерства освіти і науки України, обласних і міських рад. 2008 року нагороджена орденом княгині Ольги III-го ступеня і Почесною грамотою Кабінету Міністрів України. 2011 року нагороджена орденом княгині Ольги II-го ступеня. 5 квітня 2013 року, з нагоди свого 85-річчя, нагороджена Почесним знаком Святого Юрія.
Лариса Крушельницька є почесним директором ЛНБ імені Василя Стефаника, головою археологічної комісії Наукового товариства ім. Шевченка, членом наукового товариства «Український історик» (США), членом Львівської організації ЮНЕСКО.
Лариса Іванівна Крушельницька похована у родинному гробівці Крушельницьких на полі № 23 Личаківського цвинтаря у Львові.

### Родина

Книга спогадів Лариси Крушельницької про своє життя, родину, галицьку інтелігенцію.

- Мати — Левицька Галина Львівна, піаністка, професор Музичного інституту ім. Лисенка (1930—1939), Львівської державної консерваторії (1939—1949); померла у Львові 1949 року.
- Батько — Крушельницький Іван Антонович, поет, мистецтвознавець, розстріляний органами НКВД у Києві 1934 року.
- Дід (по батьковій лінії) — Антін Крушельницький, відомий письменник, міністр освіти УНР, розстріляний 1937 року разом з Лесем Курбасом, Валеріаном Підмогильним та іншими діячами українського культурного відродження.
- Дід (по маминій лінії) — Левицький Лев, український громадський діяч Скільщини, суддя.
- Донька — Крушельницька Тетяна Доріанівна, депутат Львівської міської ради.

## Праці
- Північне Прикарпаття і Західна Волинь за доби раннього заліза. — Київ, 1976. — 146 с.
- Взаємозв'язки населення Прикарпаття і Волині з племенами Східної і Центральної Європи. — Київ, 1985. — 162 с.
- Чорноліська культура Середнього Придністров'я: За матеріалами непоротівської групи пам'яток. — Львів, 1998. — 223 c.
- Львівська наукова бібліотека ім. В. Стефаника НАН України: документи, факти, коментарі / Упор. Л. І. Крушельницька.— Львів, 1996. — С. 3—99.
- Пам'ятки гальштатського періоду в межиріччі Вісли, Дністра і Прип'яті. — Київ, 1993. — 322 с. (у співавторстві).
- Zur Frage der Entstehung der Vysocko-Kultur // Die Urnenfelderkulturen Mitteleuropas. — Prag. 1987.
- Stand und Aufgaben der Urnenfelderforschung am Ostgang der Karpaten // Beitrage zur Urnenfelderzeit nördlich und südlich der Alpen, — Mainz, 1991.
- Die Noua-Kultur auf dem Gebiet der Ukraine // Das Karpaten-Becken und die osteuropäische Steppe. — München-Randen / Westf. 1998.
- Могильник висоцької культури в м. Золочеві // Археологія. — Київ, 1965. — Т. 19.
- Памятники скифского времени на Верхнем Поднестровье // МИА. — Москва, 1971. — Вып. 177. — С. 40—47.
- Нові пам'ятки культури Гава-Голігради // Пам'ятки гальштатського періоду в межиріччі Вісли, Дністра і Прип'яті. — Київ, 1993.

Праці та статті Лариси Крушельницької онлайн:
- Лариса Крушельницька. Порожні очі [Архівовано 4 липня 2014 у Wayback Machine.] // Український тиждень. — 2014. — № 7, 14-20 лютого. — С. 14
- Лариса Крушельницька. Крим після 1783 року [Архівовано 6 червня 2014 у Wayback Machine.] // День. — 2014. — № 97-98, 30-31 травня. — С. 21
- Лариса Крушельницька. Минає 80 років від розстрілу «Українського відродження»: відкритий лист до керманичів нашої держави [Архівовано 13 грудня 2014 у Wayback Machine.] // День. — 2014. — № 234–235, 12-13 грудня. — С. 13.
- Рубали ліс (Спогади галичанки). — Львів : Львівська національна наукова бібліотека України імені Василя Стефаника НАН України, 2001. — 260 с. — ISBN 966-02-1429-4.
- Звірятка у моєму житті
- «Мій дід був одержимий роботою для України» — Лариса Крушельницька [Архівовано 25 листопада 2012 у Wayback Machine.]